# 북서대서양수산기구
북서대서양수산기구(NAFO : Northwest Atlantic Fisheries Organization)는 북서대서양의 어업자원의 관리를 위해 1978년에 설립된 국제기구로 대한민국은 1993년 12월 21일에 가입하였다. 캐나다의 다트마우스에 본부를 두고 수산연구 및 개발사업의 조정 등의 업무를 수행하고 있다. 2008년 현재 캐나다, 러시아 등 17개국이 참여하고 있다.

## 현재 회원국
- 캐나다
- 쿠바
- 덴마크
- 유럽 연합
- 프랑스
- 아이슬란드
- 일본
- 노르웨이
- 대한민국
- 러시아
- 우크라이나
- 영국
- 미국

## 과거 회원국
- 불가리아
- 에스토니아
- 라트비아
- 리투아니아
- 폴란드
- 루마니아
- 포르투갈
- 스페인
- 동독
- 소련